# Grorud
Grorud er en administrativ bydel i Groruddalen det nord-østlige Oslo. Bydelen har 27.707 indbyggere (2020) og et areal på 8,2 km², og favner områderne Ammerud, Grorud, Kalbakken, Rødtvet, Veitvet og Romsås. Bydelen grænser til Lillomarka og bydelene Stovner, Alna og Bjerke.